# 豆漿紅茶
豆漿紅茶，又稱紅茶豆漿或豆香紅茶，是一款搭配豆漿和紅茶的飲料。

## 種類
依店家配方或家庭自製而有各種做法，例如：
- 將白豆漿、清紅茶、白糖加入小奶鍋中煮開。
- 將現成的豆漿和紅茶直接混和飲用。[1]
- 將黃豆和紅茶粉一起放入豆漿機中打成豆漿。[2]